# Manuel Nájera
Manuel Nájera Siller (20 de desembre de 1952) és un exfutbolista mexicà.

## Selecció de Mèxic
Va formar part de l'equip mexicà a la Copa del Món de 1978.